# Afroneerlandés

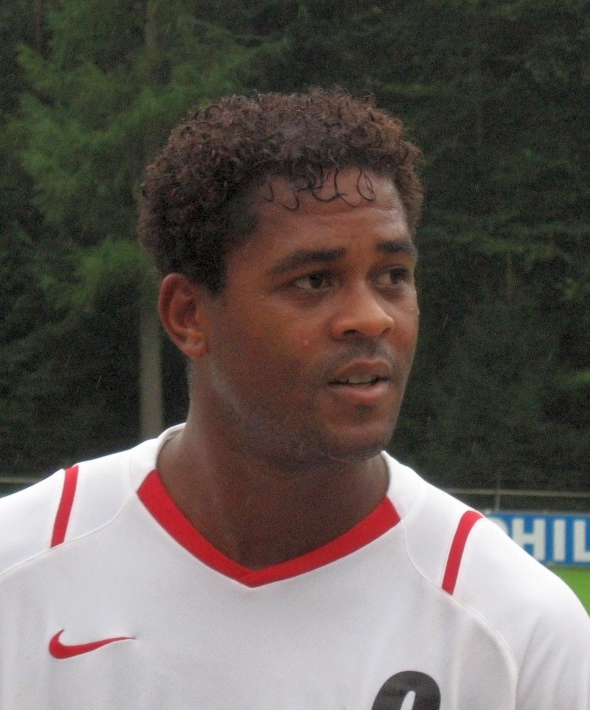
El exfutbolista Patrick Kluivert es afroneerlandés.

Un afroneerlandés es la persona negra nacida en el Reino de los Países Bajos o con tal nacionalidad.
La gran mayoría de los afroneerlandeses son de Aruba, Curazao y San Martín. En los Países Bajos viven 500.000 y el 40% no son nacidos en alguno de los actuales y antiguos territorios de ultramar (Surinam y las Antillas Neerlandesas), sino en su mayoría provienen de los países de África.

## Historia
De 1667 a 1975 Surinam fue una colonia de los Países Bajos y la migración comenzó durante aquella época. En los años 1920 los habitantes menos afortunados que buscaban una mejor educación, empleo u otras oportunidades; aumentaron significativamente pero es a partir de 1975 que inició una migración masiva a los Países Bajos.
La mayoría de los afroneerlandeses emigraron a los Países Bajos a partir de los años 1970 y llegaron como refugiados políticos en busca de libertad o, más a menudo, para escapar de los conflictos regionales como la guerra de la independencia de Eritrea y la guerra civil angoleña.
En los años 1980 empezaron a llegar muchos nigerianos, con los primeros solicitantes de asilo político en 1987.
De 1989 a 1998 los Países Bajos fueron el segundo destino europeo más común para los solicitantes de asilo somalíes, solo ligeramente por detrás del Reino Unido y más del doble del total del tercer destino más común, Dinamarca.

## sigloXXI

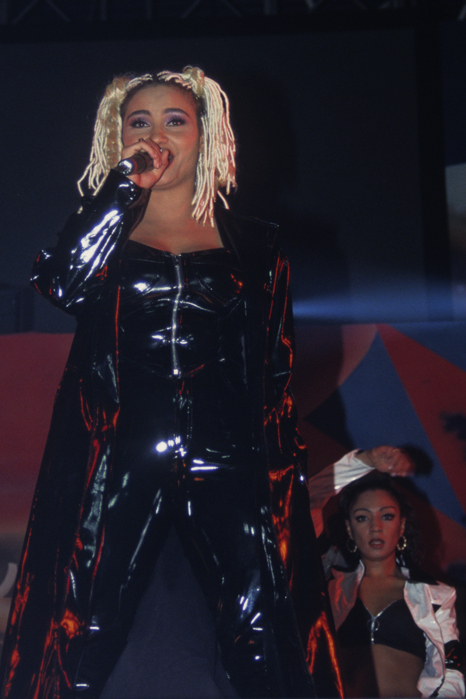
La cantante de eurodance Anita Doth, en 1995.

Actualmente hay una población considerable de caboverdianos, ghaneses, nigerianos, somalíes, angoleños y otras comunidades africanas de inmigrantes más recientes. Entre 2000 y 2005, hubo una salida significativa de somalíes de los Países Bajos al Reino Unido; que se estima en 20.000 personas.

## Famosos
Entre los más destacados pueden encontrarse al escritor Clark Accord, la atleta Nelli Cooman y la cantante Anita Doth.

### Futbolistas
El fútbol neerlandés, principalmente la selección nacional, es una importante vitrina. En una de sus mejores épocas, cuando ganó la Eurocopa 1988, aquel equipo contó con dos de las estrellas más trascendentales de la historia del fútbol: el capitán Ruud Gullit y el considerado mejor mediocampista defensivo (5) de todos los tiempos Frank Rijkaard.
Los años 1990 tuvo sus estrellas afroneerlandeses; Edgar Davids, Patrick Kluivert y Aron Winter. El nuevo milenio y los años 2000 continuaron el legado con Clarence Seedorf.